# Maxim-géppuska
A Maxim-géppuska volt az első önműködő géppuska, melyet egy amerikai születésű brit feltaláló, Sir Hiram Stevens Maxim fejlesztett ki 1884-ben.

## Működése
A Maxim-géppuska mechanizmusa a történelem legkorábbi hátrasiklással üzemeltetett működési elvét alkalmazta. Az ötlet az volt, hogy a hátrasiklás energiáját felhasználva mozgatnak egy zárt zárat vagy egy karos mechanizmust, amely kiveti az üres töltényhüvelyeket és betölti a következő töltényt. Ez az elv sokkal eredményesebb és kevésbé munkaigényes volt, mint a korábbi gyorstüzelő fegyvereké - Gatling, Gardner, Nordenfelt. A Maxim-géppuska vízhűtést igényelt, amely meghibásodási lehetőségeket rejtett magában, működtetését bonyolította, a fegyver összsúlyát pedig nehezebbé tette más hasonló kaliberű fegyverekhez hasonlítva. A próbák megmutatták, hogy a Maxim-géppuska tűzgyorsasága 600 lövés/perc, amely felér 30 darab korabeli forgó-tolózáras puska tűzerejével. A mai géppuskákkal összehasonlítva a Maxim nehéz és testes. Habár egyetlen katona képes tüzelni a fegyverrel, általában egy csapatnyi ember kezelte. A lövész mellett szükség volt további kezelőszemélyzetre, hogy felgyorsítsák az újratöltést, a célpont felderítését, illetve a lőszer és a víz szállítását. Több emberre volt szükség a fegyver szállítására és összeszerelésére is.

## Történet

### Fejlesztés (1883-1884)
Maxim első szabadalmait, melyek a géppuskához köthetők 1883 júniusában és júliusában regisztrálták. Az első prototípust 1884 októberében mutatták be.

### Használata gyarmati hadviselésben (1884-1914)

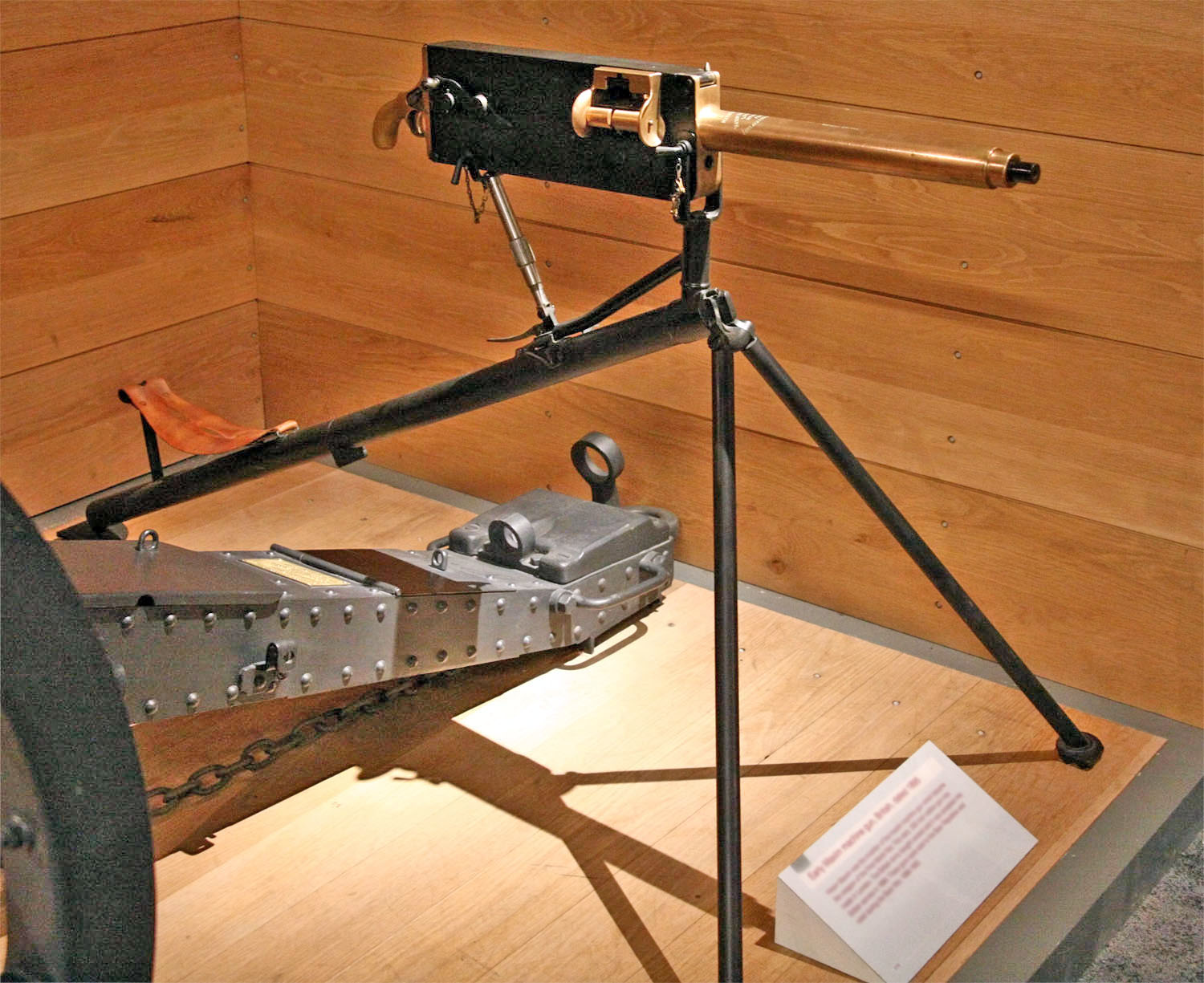
1895-ös .303 kaliberű háromlábú állványra rögzített Maxim-géppuska

A Maxim-géppuska egyik prototípusát Hiram Maxim felajánlotta az Emin pasa expedícióhoz, melyet Henry Morton Stanley vezetett 1886 és 1890 között. A fegyvert többször is bevetették, ebből kiemelkedően a közép-afrikai visszavonulás során, mivel igen hatékony eszköz volt az őslakók elriasztásához. Ugyanezt a prototípust vitte vissza közép-Afrikába Frederick Lugard, ahol a brit protekturátus Buganda (ma Uganda) felállításakor használták.
Az első katonai alakulat, amely megkapta a Maxim-géppuskát a Singapore Volunteer Corps volt 1889-ben. Ez egy civil önkéntes egység volt a Brit-szigeteken.
A Maxim-géppuskát először az 1893-1894-es első Matabele háborúban használták a brit gyarmati erők. A Shangani csata alatt 700 katona győzött le 3000 harcost mindössze négy Maxim-géppuskával. A fegyver fontos szerepet játszott Afrika kolonizálásában a 19 század végén. A rendkívül halálos fegyvert elrettentő erőként használták az idejétmúlt lerohanó taktikák ellen.
A Maximnak készült egy nagyobb kaliberű változata is, amely egy fontos lövedékeket tüzelt, gyártását pedig a Maxim-Nordenfeldt végezte. A második búr háború során vetették be, ott szerezte Pom-Pom becenevét, melyet jellegzetes hangja után kapott. A Maxim-géppuskát bevetették az 1901-1902-es Anglo-Aro háborúban is.

### Fokozatos bevezetése az európai hadseregekben

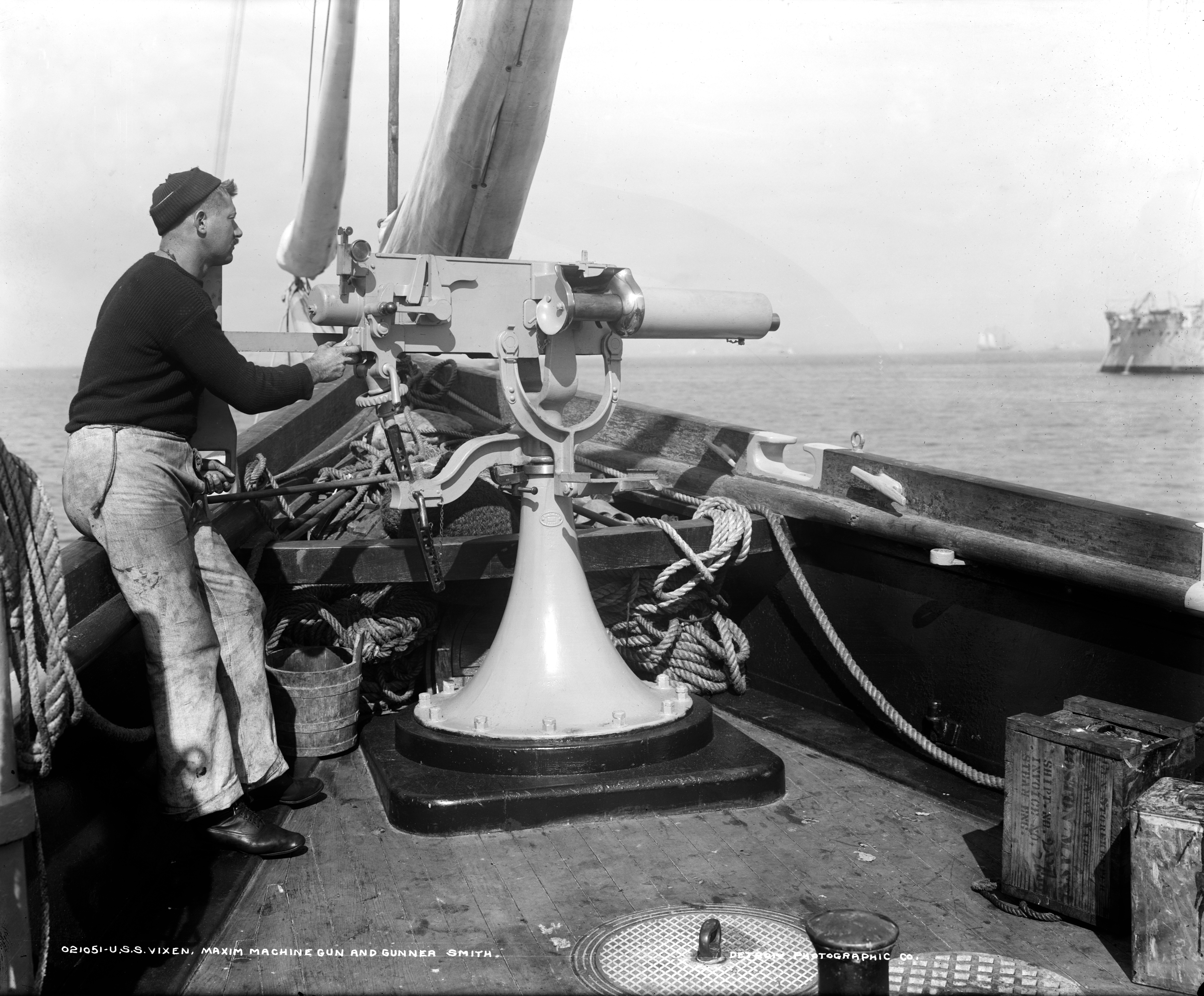
Egy nagy kaliberű Maxim a USS Vixen hajón 1898 körül

A nemzeti és katonai hatóságok vonakodtak rendszeresíteni a fegyvert, Maxim cége pedig kezdetben nehezen tudta bizonyítani fegyvere hatékonyságát az európai kormányzatoknak. A katonák körében nagy bizalmatlanság övezte a géppuskákat beragadásuk miatt. A Maxim azonban sokkal megbízhatóbb volt kortársainál. Sokkal nagyobb problémája volt azonban az általa keltett füstfelhő, amely könnyen elárulta pozícióját. A füstmentes puskapor bevezetése azonban segített ezen a problémán.
A fegyvert Sir Garnet Wolseley irányítása alatt rendszeresítették a brit hadseregben, akit 1888-ban neveztek ki a brit hadsereg főparancsnokának. Ezen év októberében rendelést adott le 120 darab puska kaliberű Maxim-géppuskára, melyek a Martini-Henry puskák .577/450 kaliberű lőszerét tüzelték.
A fegyver tervezetét megvásárolta több európai ország is. A Maxim-géppuskát bevetették az orosz-japán háborúban, ahol az orosz birodalmi hadsereg használta a típust.

### Első világháború (1914-1918)

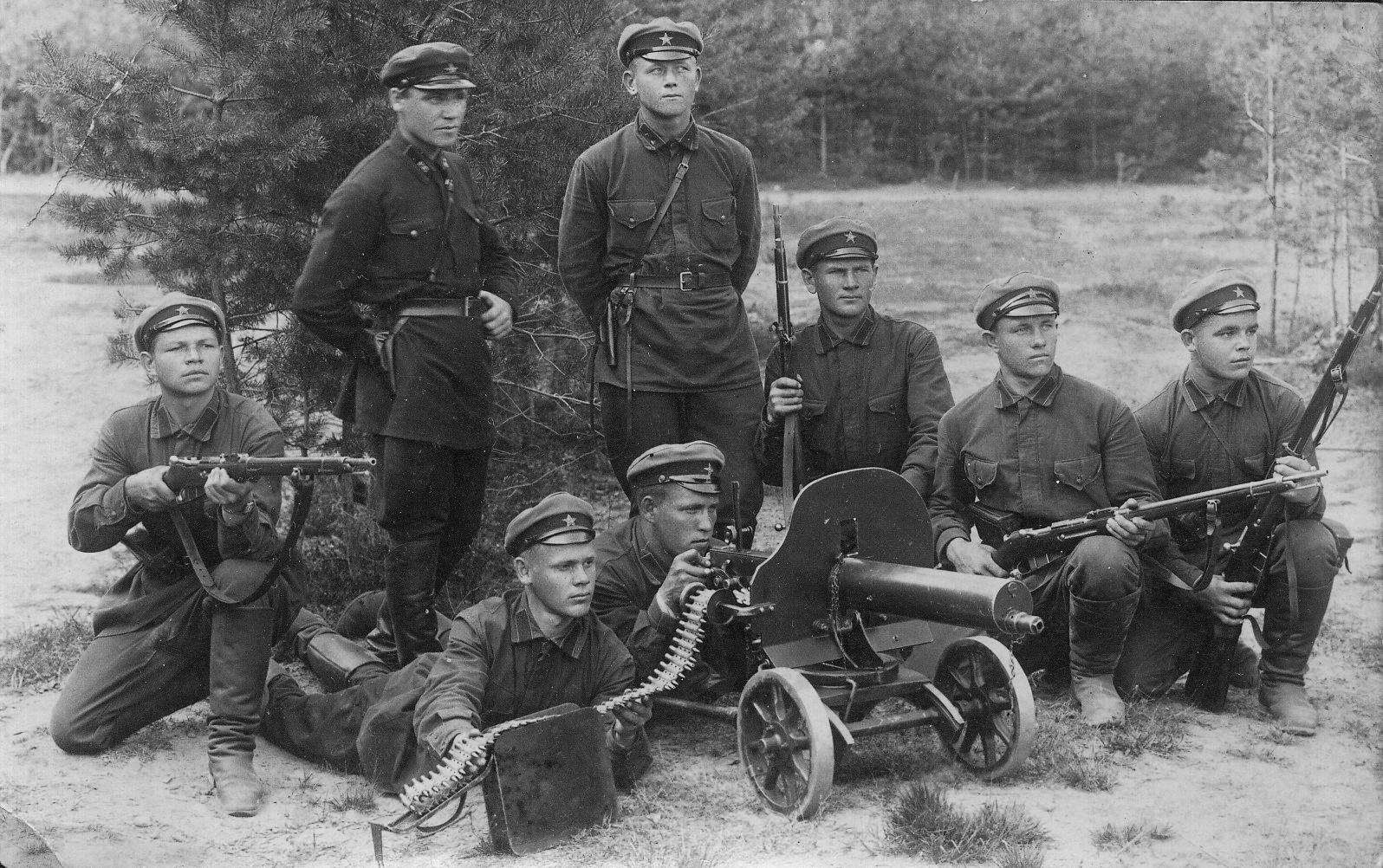
A Vörös Hadsereg katonái a Maxim-géppuskával 1930 körül

Az első világháború idejére sok hadsereg rendelkezett továbbfejlesztett géppuskákkal. A brit Vickers géppuska egy továbbfejlesztett és újratervezett Maxim volt, melyet 1912-ben rendszeresítettek a brit hadseregben, és egészen 1968-ig hadrendben tartottak. A német hadsereg Maschinengewehr 08 géppuskája és az orosz Pulemjot Maxim géppuska is többé-kevésbé a Maxim közvetlen másolata.
A fegyvert használták az oroszországi polgárháborúban is, mely az 1917-es forradalmat követte.

## A Maxim-géppuska változatai és leszármazottjai
- Vickers géppuska
- Maschinengewehr 01
- Maschinengewehr 08

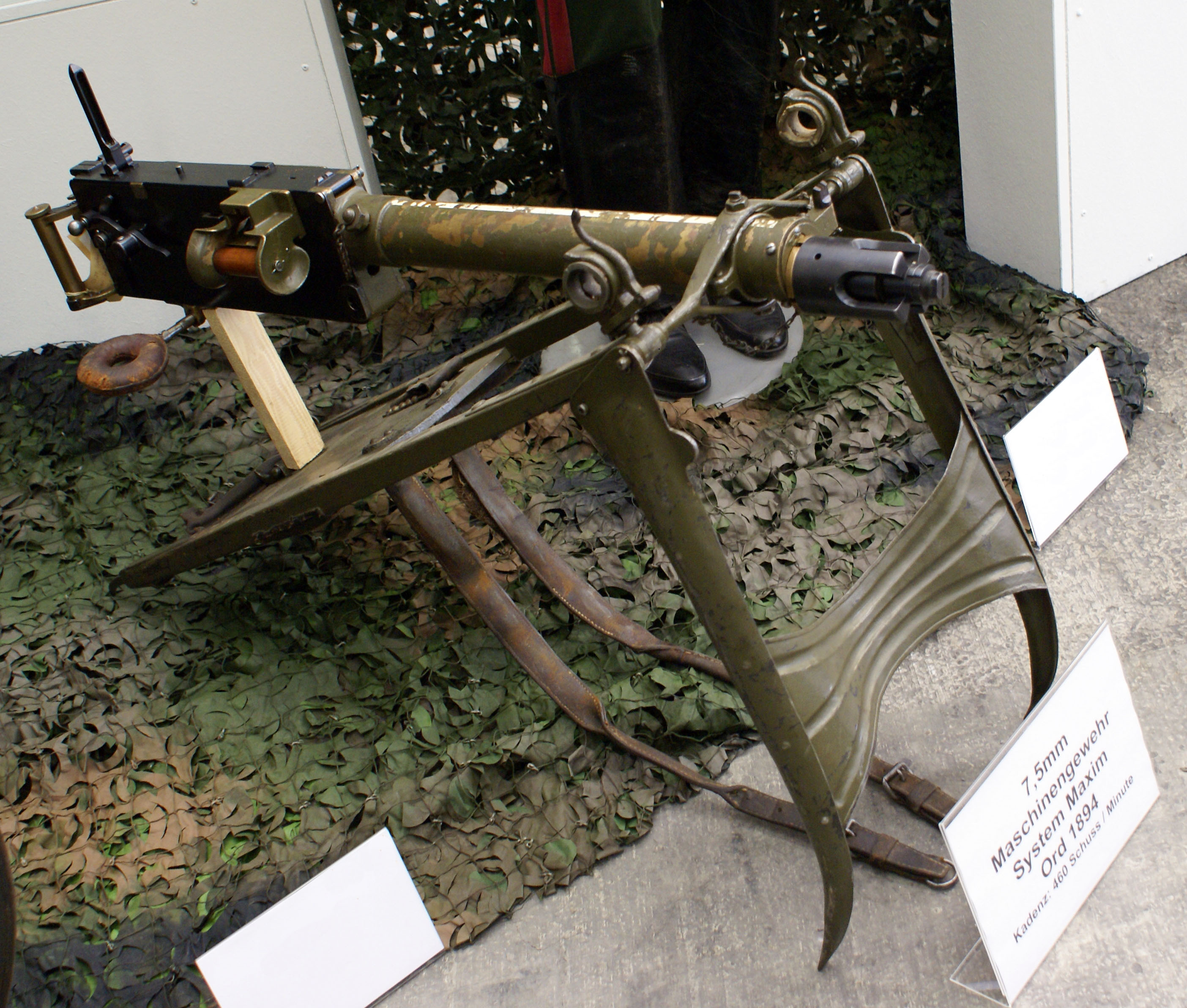
Svájci Maschinengewehr System Maxim Ord 1894 7,5 mm-es GP11 lőszerre kalibrálva.

- Maschinengewehr Modell 1911
- PM M1910
- Maxim-Tokarev
- 24-es típusú géppuska
- Maxim M/09–21
- Maxim M/32–33

## Fordítás
- Ez a szócikk részben vagy egészben  a   Maxim gun című angol Wikipédia-szócikk ezen változatának fordításán alapul.  Az eredeti cikk szerkesztőit annak laptörténete sorolja fel. Ez a jelzés csupán a megfogalmazás eredetét és a szerzői jogokat jelzi, nem szolgál a cikkben szereplő információk forrásmegjelöléseként.